# Сен-П'єр (острів)
Сен-П'єр (фр. L'île Saint-Pierre) — острів в Атлантичному океані на півдні від Ньюфаундленда, який входить до складу Франції. Площа становить приблизно 26 км². Входить до складу особливої території Французької Республіки Сен-П'єр і Мікелон. На острові знаходиться адміністративний центр особливої території Сен-П'єр